# Балакун (роман)
«Балакун» (англ. Talking Man) — фентезійний роман американського письменника Террі Біссона, виданий 1986 року. Книга розповідає про механіка з Кентукі на прізвисько «Балакун». «Балакун» — майстер, який створює свій власний світ.

## Відгуки
Орсон Скотт Кард охарактеризував «Балакуна» як один з найкращих фантастичних романів 1986 року, зазначаючи, що «Біссон розкриває свою історію про майстра-наркомана у Кентуккі з панашею».
Дейв Ленгфорд рецензував «Людину, що говорить» для White Dwarf #95, і заявив, що «пошуки порятунку світу від того, чого ніколи не було, включають божевільну погоню на машині від Кентуккі до Північного полюса: приємно нестандартно».